# Unbabel
Unbabelは、人工知能を利用した人間による翻訳プラットフォーム企業である。本社はポルトガルのリスボンとアメリカ合衆国カリフォルニア州サンフランシスコに所在する。
Unbabelは、ニューラル機械翻訳と機械学習およびクラウドソーシングを組み合わせることで、他の翻訳サービス業者との差別化を図っている。 Unbabelという名前は、聖書に記されているバベルの塔の物語に由来する。同社はカスタマーサービスに関わるコミュニケーションの翻訳に焦点を当てている。

## 沿革
UnbabelはVasco Pedro、Joao Graça、Sofia Pessanha、Bruno Silva、Hugo Silvaによって2013年8月に設立され、2013年後半にYコンビネータ (Y Combinator) の支援を受けた。同社は2014年3月に正式に発足した。
2014年5月、Unbabelは同社の翻訳プラットフォームの成長と開発をサポートするために150万ドルのシード期の資金調達を行い、Google Ventures、Matrix Partners、Caixa Capital、Faber Ventures、IDG Ventures、Digital Garage、Shilling Capital Partners、Wefunder、FundersClub、Elad Gil、RaymondTonsingなどの著名なベンチャーキャピタルやエンジェル投資家から投資を受けた。
2015年初頭にUnbabelは、Yコンビネータの支援を受けるシード期の企業の中でもっとも早い成長を遂げている企業の一つとされた。2016年後期にはUnbabelは主要な投資ファンドであるNotion CapitalとCaixa Capitalから500万ドルを調達した。
Unbabelは2018年初めにScale Venture PartnersとNotion Capitalが主導するシリーズBの資金調達で2,300万ドルを調達し、ベンチャーキャピタルからの総資金調達額を3,120万ドルとした。会社の株式は非公開である。
9月24日、UnbabelはAIと人間による翻訳プラットフォームをさらに洗練するために、シリーズCで6,000万ドルの資金調達を行った。最新の資金調達ラウンドは、e.ventures、Greycroft、Indico Capital Partners、および既存の投資家の参加を得てPoint72 Venturesが主導し、その総資金調達額は9,100万ドルとなった。

## アメリカ合衆国で
2019年8月、Unbabelはペンシルバニア州ピッツバーグに研究所を設立した。研究所は米国の研究者Alon Lavieが所長を務めている。 

同社の取引先には、イージージェット (easyJet)、ブッキングドットコム (Booking.com)、ロビオ・エンターテインメント (Rovio Entertainment)、 アンダーアーマー (Under Armour)、Pinterest、Facebookなどがある。